# Вселуг
Все́луг (рос. Вселуг) — озеро в Тверській області Росії, на Валдайській височині. Площа (разом з озером Пено) 37 км², довжина — 14 км, ширина до 4 км. Середня глибина 7,7 м, найбільша — 16 м.
Через Вселуг проходить верхня течія річки Волги після виходу з озера Стерж. Озеро є плесом (розширення течії річки). Береги пологі, уздовж берега тягнеться мілина завширишки 15-20 м, складена галькою і валунами.
Зарегульовано Верхньоволзьким бейшлотом.
| Озеро | Це незавершена стаття про озеро . Ви можете допомогти проєкту, виправивши або дописавши її. |